# Guy Chauvet
Pour les articles homonymes, voir Chauvet.
Guy Chauvet, né à Montluçon le 2 octobre 1933 et décédé à Espoey le 25 mars 2007, est un chanteur lyrique dans le registre des ténors. Il est considéré comme un heldentenor. Il couvre trois octaves, du contre ré aigu de poitrine jusqu'au contre ré grave de la basse profonde. Mesurée dans les laboratoires des usines Fiat, sa voix produit un son de 140 décibels.

## Biographie
Guy Chauvet a la révélation de sa voix à l'âge de seize ans, au cours d'une fête locale. À Cannes, en 1954, il est le benjamin du concours des ténors et l'un des cinq lauréats, avec Alain Vanzo, Tony Poncet, Roger Gardes et Gustave Botiaux.
Il débute au Palais Garnier dans un homme d'arme de La Flûte enchantée le 12 janvier 1959. D'abord des troisièmes rôles dans Aïda auprès de Renata Tebaldi et de Rita Gorr ou encore dans Samson et Dalila aux côtés de Mario Del Monaco, il devient le plus jeune premier ténor de l'Opéra de Paris en tenant le rôle de Faust dans La Damnation de Faust le 20 septembre 1959. Il bénéficie des mêmes professeurs de chant que Georges Thill. Sa carrière de fort ténor est bridée par ses professeurs, il n'acquiert son ut qu'à l'âge de 32 ans. 
Régine Crespin l'impose en  Énée dans Les Troyens de Berlioz puis il chante Arturo avec Joan Sutherland en Lucie de Lammermoor. Il triomphe en interprétant Florestan tout en assurant la création mondiale de Sardanapale de Jean-Jacques Grunenwald à Monte-Carlo.
Régine Crespin, Fiorenza Cossotto (avec laquelle il chante Samson et Dalila) mais aussi Gabriel Bacquier et Jon Vickers ont travaillé avec lui. Il considérait Andréa Guiot comme sa sœur. Après une représentation de Samson et Dalila au Metropolitan, le public l'acclame debout.
Quand Placido Domingo chante son premier Otello à Paris, Guy Chauvet est habillé et peut intervenir en cas de faiblesse d'Otello en scène!
Il a été le seul ténor français à avoir chanté Aida à Vérone, alternant le rôle de Radamès avec Carlo Bergonzi, en août 1971 lors du centenaire de la création de l'opéra.
Il participa à la re-création du Prophète de Meyerbeer aux côtés de Marilyn Horne au Metropolitan en 1977. 
Guy Chauvet se distinguait surtout par la puissance de son émission, le timbre restant clair et cuivré sur toute la tessiture. Il se spécialisera dans les rôles à émission large tels que Faust de la Damnation, Samson, Paillasse, Otello, Radamès, Enée, Sigmund, Lohengrin, dans le monde entier et surtout à l'Opéra de Berlin. Il fut également le défenseur d'opéras peu connus tels que Les Abencérages de Cherubini.